# Saint-Andelain
Saint-Andelain är en kommun i departementet Nièvre i regionen Bourgogne-Franche-Comté i de centrala delarna av Frankrike. Kommunen ligger i kantonen Pouilly-sur-Loire som tillhör arrondissementet Cosne-Cours-sur-Loire. År 2022 hade Saint-Andelain 609 invånare.

## Befolkningsutveckling
Antalet invånare i kommunen Saint-Andelain
| Referens: INSEE |